# Dentsville (Carolina del Sur)
Dentsville es un lugar designado por el censo ubicado en el Condado de Richland en el estado estadounidense de Carolina del Sur. La ciudad en el año 2000 tiene una población de 13.009 habitantes en una superficie de 18.7 km², con una densidad poblacional de 712.3 personas por km². 

## Geografía
Dentsville se encuentra ubicado en las coordenadas 34°4′31″N 80°57′19″O / 34.07528, -80.95528. Según la Oficina del Censo, la ciudad tiene un área total de 18,7 km² (7,2 mi²), de la cual 18,3 km² (7,1 mi²) es tierra y 0,4 km² (0,2 mi²) (2.35%) es agua.

### Localidades adyacentes
El siguiente diagrama muestra a las localidades en un radio de 16 kilómetros (9,9 mi) de Dentsville.

## Demografía
En el 2000 la renta per cápita promedia del hogar era de $38.721, y el ingreso promedio para una familia era de $46.996. El ingreso per cápita para la localidad era de $19.916. En 2000 los hombres tenían un ingreso per cápita de $32.015 contra $23.726 para las mujeres. Alrededor del 8.60% de la población estaba bajo el umbral de pobreza nacional. 